# Girona Club Hoquei
El Girona Club Hoquei (Girona CH) és un club català d'hoquei sobre patins de la ciutat de Girona. Les seccions masculina i femenina juquen a l'OK Lliga. La masculina per primera vegada des del 2016. I l'any 2018 disputarà per primer cop la CERS.

## Història
L'hoquei patins es va conèixer a Girona als anys 1935-1936. Acabada la guerra civil el 1939 es creà l'Agrupación Deportiva Gerundense, que durà fins a l'aiguat de l'any 1940, que va deixar inservible la pista de la Piscina on jugava el club. Es decidí canviar d'emplaçament i crear el Girona Club d'Hoquei, i el gener de 1941 es va inaugurar la pista de Vista Alegre, primera de l'estat dedicada a l'hoquei patins. Els anys 1941 i 1942 el club fou campió de Catalunya. Durant aquests anys destacà el jugador August Serra, tres vegades Campió del Món. La temporada 1953-54 es va assolir de nou el Campionat de la Lliga de Catalunya, en noble lluita amb els grans equips del Barça, Espanyol i els de Reus. La temporada 1987-88 es fusionà amb el CP Devesa.
L'any 2016 l'equip masculí ascendí a la OK Lliga per primer cop a la seva història, just en l'any del seu 75è aniversari.

## Palmarès
- 3 Campionat de Catalunya d'hoquei patins:
  - 1941, 1942, 1954
- 1 Copa Germans Pironti:
  - 1942
- 1 Copa Generalitat d'hoquei patins:
  - 2015